# 全日本コール選手権
全日本コール選手権（ぜんにほんコールせんしゅけん）とは、全国有名大学サークルが飲み会の席で行われる一気コールを競い合う大会のDVDタイトルおよび、シリーズ。また、大会そのものも指す。第3回全日本コール選手権with浅草キッドが2008年3月16日に開催された。

## 概要
全日本コール連盟主催。第1回は6人1チーム、第2回からは5人1チームでトーナメント方式で対戦する。「プレイコール（無礼講）」の合図後、ステージの上でビールを（一気で）飲みながらコールをかける。そのほとんどが下ネタである。DVD版では、下品な内容や、著作権に抵触する内容のコールは「政治的判断に基づき独自の加工をしています。」とテロップが出て、該当部分が銅鑼やピー音に変えられる。

## 実況・解説
- 第1回 解説…みうらじゅん（全日本コール連盟）／実況…矢野武
- 第2回 解説…ピエール瀧／実況…矢野武
- 第3回 解説…浅草キッド／実況…矢野武／リポーター…YOU THE ROCK★

## ルール

### 共通ルール
演技の主体は、コールをかけ、それに合わせビールを飲む事であり、その芸術性が評価対象となる。ただし、健康上の配慮から、酒を飲んでも泥酔は厳しく禁止されている。演技を終えた後、一回戦から準決勝までは審査委員長が、決勝戦では観客席が勝者を決定する。

### 一回戦・準決勝ルール
各々のサークルが単独でステージ(畳敷き)に上がり、中央の座卓の上のビニールコップに注がれたビールをコールに合わせて飲むという事の繰り返しが行われ、双方が演技を終えた後により芸術性が高い、あるいはよりばかばかしい、もしくは審査委員長の独断で判断したチームが勝者となり、次回に駒を進める。持ち時間の90秒以内ならば何回コールをかけてもかまわないが、持ち時間をオーバーしてしまう事は減点対象となる。自チームが一回戦で用いたコールは準決勝で使用する事はできない。

### 決勝戦ルール
決勝戦に残った二つのサークルが同時にステージに上がり、持ち時間無制限一本勝負で相手サークルに飲ませるためのコールを5つずつ交互にかける。演技が終了したのち、観客の投票により勝者が決定する。

## コール用語集

### コール名
- キラーコール：インパクト、オリジナリティ、破壊力に優れた必殺コール。
- エンジェルコール：ラブリーな歌詞と振り付けが特徴。女子がかけると可愛さ爆発。通称エンコー。
- レジェンドコール：歴史にその名を刻んでしまった殿堂入りコール。

## 出演サークル

### 第1回
- ダイナマイトキッズ（法政大学）
- リブラ（青山学院大学）
- 拓殖太郎（拓殖大学）
- ストロベリーファーム（立教大学）
- ジグザグ（立教大学）
- ダンデライオン（インカレサークル）
- イデア（インカレサークル）
- 男子寮（横浜市立大学）

### 第2回
- KOT-TUN（インカレサークル）
- sky☆blue（インカレサークル）
- 和泉FC（明治大学）
- ジグザグ（立教大学）
- スガワライオン（インカレサークル）
- シャイニー（神戸松蔭女子学院大学）
- 和敬塾（早稲田大学）
- 男子寮（横浜市立大学）

### 第3回
- お婆んDEATH（東北大学、東北学院大学）
- 関西秘密結社CAS（インカレサークル）
- KZブリ（インカレサークル）
- 京都医学研究会（インカレサークル）
- ジグザグ（立教大学）
- スガワライオン（インカレサークル）
- APiTS（ホストクラブ）
- 男子寮（横浜市立大学）

## 歴代優勝
- 第1回(2005年)…男子寮（横浜市立大学）
  - 優勝メンバー：三浦陽一郎（童貞）、半澤孝憲、岡本健吾、恒川直也、桑江弘、普天間歩
- 第2回(2006年)…男子寮（横浜市立大学）
  - 優勝メンバー：藤森正雄、高山大毅（童貞）、川本翔大、田宮健太郎、川辺利紀
- 第3回(2008年)…男子寮（横浜市立大学）
  - 優勝メンバー：今野二郎、佐々木航、宮崎龍馬（童貞）、福田比呂志（童貞）、橋本大輔（童貞）

## 審査員特別賞
- 第1回 みうらじゅん特別賞…ダンデライオン（インカレサークル）
- 第2回 ピエール瀧特別賞…シャイニー（神戸松蔭女子学院大学）
- 第3回 浅草キッド特別賞…ジグザグ（立教大学）

## エキシビジョンマッチ

### 全日本コール選手権 後夜祭
- 開催日：2007年12月12日（水）
- 会場：LOFT/PLUS ONE
- ゲスト：YOU THE ROCK★
- 出演：男子寮、スガワライオン
- 結果：スガワライオンが勝利し、男子寮は公式戦以外で初めて敗れた[1]。

### SUMMER SONIC 2008
- 開催日：2008年8月9日（土）
- 会場：東京会場　SIDE-SHOWステージ

- MC：YOU THE ROCK★（オフィシャル・コール・ブラストマスター）

- 出演：男子寮、スガワライオン、ジグザグ、KZブリ

### 全日本コール選手権 後夜祭2
- 開催日：2008年12月3日（水）
- 会場：LOFT/PLUS ONE
- MC：堀雅人（全日本コール連盟）、木村綾子
- ゲスト：矢野武
- 出演：男子寮、スガワライオン

## 企画・構成
- Bacon（岡宗秀吾、堀雅人、宍倉昭宏、竹村武司）

## DVD
- 全日本コール選手権 with みうらじゅん （2005年12月7日、ユニバーサルJ）
- 全日本コール選手権2 with ピエール瀧 （2007年4月11日、BMG JAPAN）
- 全日本コール選手権3 with 浅草キッド （2008年7月23日、BMG JAPAN）